# Maurice Jeffers
Maurice Cardale Jeffers (Morrilton, 3 aprile 1979) è un ex cestista statunitense, professionista nella NBDL, in Europa e in Sudamerica.

## Carriera
È stato selezionato dai Sacramento Kings al secondo giro del Draft NBA 2001 (55ª scelta assoluta).

## Palmarès
- Copa Príncipe de Asturias: 1

Breogán: 2008